# 第4回全国高等学校バスケットボール選抜優勝大会
第4回全国高等学校バスケットボール選抜優勝大会（だい4かい ぜんこくこうとうがっこう―せんばつゆうしょうたいかい）は、1974年3月28日から31日まで代々木体育館別館で開催された全国高等学校バスケットボール選抜優勝大会である。男子は能代工業、女子は大妻がそれぞれ初優勝を達成。

## 出場校
| ブロック | 都道府県 | 男子             | 男子         | 都道府県 | 女子           | 女子         |
| ブロック | 都道府県 | 出場校           | 出場回数     | 都道府県 | 出場校         | 出場回数     |
| -------- | -------- | ---------------- | ------------ | -------- | -------------- | ------------ |
| 北海道   | 北海道   | 旭川西           | 初出場       | 北海道   | 札幌静修       | 初出場       |
| 東北     | 秋田県   | 能代工業         | 4年連続4回目 | 秋田県   | 角館南         | 2年ぶり2回目 |
| 関東1    | 埼玉県   | 川口工業         | 初出場       | 栃木県   | 宇都宮女子商業 | 2年ぶり2回目 |
| 関東2    | 神奈川県 | 川和             | 初出場       | 神奈川   | 神奈川県立商工 | 初出場       |
| 東京都1  | 東京都   | 早稲田実業       | 初出場       | 東京都   | 大妻           | 4年連続4回目 |
| 東京都2  | 東京都   | 京北             | 4年連続4回目 | 東京都   | 東京成徳       | 3年連続3回目 |
| 北陸     | 石川県   | 石川県立工業     | 3年ぶり2回目 | 石川県   | 金城           | 初出場       |
| 信越     | 新潟県   | 新津             | 初出場       | 長野県   | 上田染谷丘     | 初出場       |
| 東海     | 静岡県   | 浜松商業         | 初出場       | 岐阜県   | 加茂           | 2年ぶり2回目 |
| 近畿1    | 滋賀県   | 膳所             | 2年連続3回目 | 大阪府   | 樟蔭東         | 初出場       |
| 近畿2    | 兵庫県   | 市立御影工業     | 2年ぶり3回目 | 滋賀県   | 守山           | 2年連続2回目 |
| 中国     | 山口県   | 宇部商業         | 初出場       | 岡山県   | 岡山南         | 初出場       |
| 四国     | 香川県   | 高松商業         | 2年連続2回目 | 愛媛県   | 聖カタリナ女子 | 初出場       |
| 九州1    | 福岡県   | 福岡大学附属大濠 | 初出場       | 鹿児島県 | 鹿児島女子     | 3年連続3回目 |
| 九州2    | 熊本県   | 熊本工業         | 3年ぶり2回目 | 佐賀県   | 小城           | 初出場       |
| 推薦     | 広島県   | 広島商業         | 2年連続2回目 | 三重県   | 津女子         | 2年連続2回目 |

## 試合結果

### 男子
1回戦
- 石川県立工業 94 - 73 広島商業
- 能代工業 86 - 55 市立御影工業
- 川和 77 - 69 膳所
- 早稲田実業 85 - 59 旭川西

- 高松商業 76 - 74 川口工業
- 浜松商業 84 - 65 熊本工業
- 福岡大学附属大濠 84 - 67 新津
- 京北 64 - 58 宇部商業

準々決勝
- 石川県立工業 72 - 71 川和
- 早稲田実業 66 - 62 浜松商業
- 京北 99 - 97 福岡大学附属大濠
- 能代工業 93 - 61 高松商業

準決勝
- 能代工業 91 - 86 京北
- 早稲田実業 79 - 70 石川県立工業

3位決定戦
- 京北 96 - 82 石川県立工業

決勝
- 能代工業 78 - 73 早稲田実業

### 女子
1回戦
- 津女子 76 - 60 金城
- 角館南 56 - 43 聖カタリナ女子
- 宇都宮女子商業 58 - 50 守山
- 鹿児島女子 63 - 61 岡山南

- 大妻 96 - 34 札幌静修
- 神奈川県立商工 79 - 52 加茂
- 東京成徳 118 - 34 上田染谷丘
- 樟蔭東 95 - 50 小城

準々決勝
- 宇都宮女子商業 73 - 59 津女子
- 大妻 83 - 26 鹿児島女子
- 角館南 59 - 30 神奈川県立商工
- 樟蔭東 85 - 66 東京成徳

準決勝
- 大妻 66 - 39 宇都宮女子商業
- 樟蔭東 55 - 53 角館南

3位決定戦
- 宇都宮女子商業 56 - 53 角館南

決勝
- 大妻 54 - 47 樟蔭東

## 大会ベスト5
男子
- 吉田正次 (能代工業№・2年)
- 松田憲治 (能代工業№・2年)
- 倉石平 (早稲田実業№・2年)
- 浅利弘隆 (京北№・年)
- 沢田純彦 (石川県立工業№・年)

女子
- 岩崎友子 (大妻№・年)
- 松戸美江 (大妻№・年)
- 小田登喜子 (樟蔭東№・年)
- 小堀京子 (宇都宮女子商業№・年)
- 高橋節子 (角館南№・年)